# 7 (число)
7 (сім, сімка) — Натуральне число між 6 і 8

## Математика
- 4-е просте число і останнє однозначне.
- просте число-близнюк (в парі з 5)
- 2-е щасливе число
- Мінімальне число сторін правильного багатокутника, який неможливо побудувати за допомогою циркуля та лінійки.
- 3-е число Мерсенна ({\displaystyle 2^{3}-1})
- 27 = 128
- Якщо 999999 розділити на 7, то отримаємо рівно 142857. Коли простий дріб з цифрою 7 в знаменнику переводимо в десятковий то в результаті завжди знайдемо ці шість цифр 142857, вони можуть починатись з певного місця. Наприклад 1/7 = 0,142857142 .... ; 2/7 = 0,2857142857142…
- 4-е число Геґнера

## Музика
- Позначається інтервал септима
- Список Сьомих симфоній

## Інше
- Тиждень складається із 7 днів.

## Дати
- 7 рік, 7 рік до н. е.